# Rio Bănești (Hălmăgel)
O Rio Băneşti é um rio da Romênia afluente do Rio Hălmăgel, localizado no distrito de Arad.